# Liste der Autorenbeteiligungen und Produktionen von Marteria
Dies ist eine Übersicht über die Kompositionen und Produktionen des deutschen Musikers, Komponisten und Produzenten Marteria und seiner Pseudonyme wie Marsi Fuckin’ Moto und Marsimoto. Zu berücksichtigen ist, dass Hitmedleys, Remixe, Live-Aufnahmen oder Neuaufnahmen des gleichen Interpreten nicht aufgeführt werden.

## #
| Jahr | Titel                   | Interpret                    | Funktion                   |
| ---- | ----------------------- | ---------------------------- | -------------------------- |
| 2015 | 7 Leben                 | Marsimoto                    | Co-Komponist, Co-Produzent |
| 2013 | 18 Zoll                 | MC Fitti feat. Marsimoto     | Co-Komponist               |
| 2013 | 99 Probleme             | Miss Platnum                 | Co-Komponist               |
| 2014 | 1000 Jahre telefonieren | Miss Platnum feat. Marsimoto | Co-Komponist               |

## A
| Jahr | Titel                    | Interpret                                     | Funktion                   |
| ---- | ------------------------ | --------------------------------------------- | -------------------------- |
| 2012 | Absinth                  | Marsimoto                                     | Co-Komponist               |
| 2013 | Achterbahn               | Yasha                                         | Co-Komponist               |
| 2006 | Alarmstufe Dope          | Marsimoto                                     | Co-Komponist               |
| 2012 | Alice im Wlan Land       | Marsimoto                                     | Co-Komponist               |
| 2010 | Alles verboten           | Marteria feat. Casper                         | Co-Komponist               |
| 2014 | Alt & verstaubt          | Marteria                                      | Co-Komponist               |
| 2010 | Amys Weinhaus            | Marteria                                      | Co-Komponist               |
| 2015 | An der Tischtennisplatte | Marsimoto                                     | Co-Komponist, Co-Produzent |
| 2015 | Anarchie                 | Marsimoto                                     | Co-Komponist, Co-Produzent |
| 2012 | Angst                    | Marsimoto                                     | Co-Komponist               |
| 2014 | Auszeit                  | Marteria feat. Marsimoto & Christopher Rumble | Co-Komponist               |
| 2012 | Autoboy                  | Marteria / Miss Platnum                       | Co-Komponist               |

## B
| Jahr | Titel                | Interpret                | Funktion                         |
| ---- | -------------------- | ------------------------ | -------------------------------- |
| 2015 | Back 2 Green         | Marsimoto                | Co-Komponist, Co-Produzent       |
| 2012 | Ballast der Republik | Die Toten Hosen          | Co-Komponist                     |
| 2014 | Bengalische Tiger    | Marteria                 | Co-Komponist                     |
| 2013 | Beweis               | Yasha feat. Miss Platnum | Co-Komponist                     |
| 2013 | Big Bang             | Marteria                 | Co-Komponist                     |
| 2012 | Blaue Lagune         | Marsimoto                | Co-Komponist                     |
| 2006 | Bongladesch          | Marsimoto                | Co-Komponist, Executive Producer |
| 2012 | Bruce Wayne          | Marteria / Yasha         | Co-Komponist                     |
| 2006 | Bundesliga pur       | Marsimoto                | Co-Komponist, Executive Producer |

## C
| Jahr | Titel                | Interpret                  | Funktion                         |
| ---- | -------------------- | -------------------------- | -------------------------------- |
| 2017 | Change               | Nils Wülker feat. Marteria | Co-Komponist                     |
| 2006 | Chill Faktor         | Marsimoto                  | Co-Komponist, Executive Producer |
| 2008 | Chillen              | Marsimoto                  | Komponist                        |
| 2006 | Cuba Clubbing Junior | Marsimoto                  | Co-Komponist, Executive Producer |

## D
| Jahr | Titel                                           | Interpret               | Funktion                         |
| ---- | ----------------------------------------------- | ----------------------- | -------------------------------- |
| 2013 | Dämon                                           | Yasha                   | Co-Komponist                     |
| 2012 | Das ist der Moment                              | Die Toten Hosen         | Co-Komponist                     |
| 2006 | Deine Weedlingsrapper                           | Marsimoto               | Co-Komponist, Executive Producer |
| 2011 | Der Döner & das Gras                            | Marsimoto               | Co-Produzent                     |
| 2006 | Der Döner in mir                                | Marsimoto               | Co-Komponist, Executive Producer |
| 2006 | Der letzte Blunt                                | Marsimoto               | Co-Komponist, Executive Producer |
| 2006 | Der letzte Interlude                            | Marsimoto               | Co-Komponist, Executive Producer |
| 2006 | Der Nazi und das Gras                           | Marsimoto               | Co-Komponist, Executive Producer |
| 2008 | Der Penis deiner Frau                           | Marteria                | Co-Komponist                     |
| 2012 | Der Sänger von Björk                            | Marsimoto               | Co-Komponist                     |
| 2012 | Der springende Punkt                            | Marsimoto               | Co-Komponist                     |
| 2011 | Designerkids                                    | Marsimoto feat. Chefket | Co-Produzent                     |
| 2014 | Die Nacht ist mit mir                           | Marteria feat. Campino  | Co-Komponist                     |
| 2014 | Do They Know It’s Christmas? (Deutsche Version) | Band Aid 30 Germany     | Co-Komponist                     |
| 2010 | Du willst streiten                              | Marteria                | Co-Komponist                     |

## E
| Jahr | Titel                     | Interpret                      | Funktion                         |
| ---- | ------------------------- | ------------------------------ | -------------------------------- |
| 2012 | Ein guter Tag zum Fliegen | Die Toten Hosen                | Co-Komponist                     |
| 2011 | Ein trauriges Paar Ski    | Marsimoto                      | Co-Produzent                     |
| 2011 | Eine kleine Bühne         | Marsimoto                      | Co-Produzent                     |
| 2014 | Eintagsliebe              | Marteria feat. Julian Williams | Co-Komponist                     |
| 2006 | Elektrogras               | Marsimoto feat. Mobla          | Co-Komponist, Executive Producer |
| 2010 | Endboss                   | Marteria                       | Co-Komponist                     |
| 2006 | Eyes weit Shotz           | Marsimoto                      | Co-Komponist, Executive Producer |

## F
| Jahr | Titel                                 | Interpret                       | Funktion                   |
| ---- | ------------------------------------- | ------------------------------- | -------------------------- |
| 2012 | Feiern gehen (Das Leben ist so schön) | Herr Sorge feat. Marsimoto      | Co-Komponist               |
| 2012 | Feuer                                 | Marteria / Yasha / Miss Platnum | Co-Komponist               |
| 2009 | Fly High                              | TAKS feat. Marteria             | Co-Komponist               |
| 2015 | FlyWithMe                             | Marsimoto                       | Co-Komponist, Co-Produzent |
| 2014 | Frau Berg                             | Miss Platnum                    | Co-Komponist               |
| 2012 | Für Uwe                               | Marsimoto                       | Co-Komponist               |

## G
| Jahr | Titel              | Interpret                           | Funktion                         |
| ---- | ------------------ | ----------------------------------- | -------------------------------- |
| 2002 | Geschichten        | Pussi feat. Gross A & Marsimoto     | Co-Komponist                     |
| 2014 | Glasklar–Herzglüht | Marteria feat. Yasha & Miss Platnum | Co-Komponist                     |
| 2014 | Gleich kommt Louis | Marteria                            | Co-Komponist                     |
| 2014 | Glück & Benzin     | Miss Platnum feat. Yasha            | Co-Komponist                     |
| 2006 | Green Berlin       | Marsimoto                           | Co-Komponist, Executive Producer |
| 2012 | Green Granada      | Marsimoto                           | Co-Komponist                     |
| 2006 | Green Green Grass  | Marsimoto                           | Co-Komponist, Executive Producer |
| 2015 | Green Pangea       | Marsimoto                           | Co-Komponist, Co-Produzent       |
| 2006 | Green World Order  | Marsimoto                           | Co-Komponist, Executive Producer |
| 2008 | Grüne Brille       | Marsimoto                           | Co-Komponist                     |
| 2012 | Grüner Samt        | Marsimoto                           | Co-Komponist                     |
| 2012 | Grünes Haus        | Marsimoto                           | Co-Komponist                     |

## H
| Jahr | Titel           | Interpret | Funktion                         |
| ---- | --------------- | --------- | -------------------------------- |
| 2006 | Halloziehnation | Marsimoto | Co-Komponist, Executive Producer |
| 2006 | Haze of Base    | Marsimoto | Co-Komponist, Executive Producer |
| 2006 | Hitch           | Marsimoto | Co-Komponist, Executive Producer |
| 2008 | Hunger          | Marsimoto | Co-Komponist                     |

## I
| Jahr | Titel                             | Interpret                 | Funktion                         |
| ---- | --------------------------------- | ------------------------- | -------------------------------- |
| 2012 | I Got 5                           | Marsimoto                 | Co-Komponist                     |
| 2011 | Ich bin dein Vater                | Marsimoto                 | Co-Produzent                     |
| 2014 | Ich rolle mit meim Besten (Remix) | Haftbefehl feat. Marteria | Co-Komponist                     |
| 2012 | Ich Tarzan, du Jane               | Marsimoto                 | Co-Komponist                     |
| 2015 | Illegalize It                     | Marsimoto                 | Co-Komponist, Co-Produzent       |
| 2012 | Indianer                          | Marsimoto                 | Co-Komponist                     |
| 2006 | Intro                             | Marsimoto                 | Co-Komponist, Executive Producer |

## J
| Jahr | Titel          | Interpret | Funktion     |
| ---- | -------------- | --------- | ------------ |
| 2014 | John tra volta | Marteria  | Co-Komponist |

## K
| Jahr | Titel                          | Interpret                       | Funktion     |
| ---- | ------------------------------ | ------------------------------- | ------------ |
| 2012 | Kahedi Dub                     | Max Herre feat. Marteria        | Co-Komponist |
| 2010 | Kate Moskau                    | Marteria                        | Co-Komponist |
| 2014 | Kids (2 Finger an den Kopf)    | Marteria                        | Co-Komponist |
| 2014 | Kleiner Schmerz                | Miss Platnum                    | Co-Komponist |
| 2011 | Komm wir ziehen um die Häuser! | Marsimoto                       | Co-Produzent |
| 2012 | Kreuzberg am Meer              | Marteria / Yasha / Miss Platnum | Co-Komponist |

## L
| Jahr | Titel                   | Interpret                       | Funktion                         |
| ---- | ----------------------- | ------------------------------- | -------------------------------- |
| 2009 | La haine                | Marteria & Kennedy              | Co-Komponist                     |
| 2015 | La saga                 | Marsimoto                       | Co-Komponist, Co-Produzent       |
| 2006 | Liebe Liebe Remix Remix | Marsimoto                       | Co-Komponist, Executive Producer |
| 2012 | Lila Wolken             | Marteria / Yasha / Miss Platnum | Co-Komponist                     |
| 2014 | Lila Wolken             | Peter Kraus                     | Co-Komponist                     |
| 2010 | Louis                   | Marteria                        | Co-Komponist                     |

## M
| Jahr | Titel                          | Interpret                       | Funktion                         |
| ---- | ------------------------------ | ------------------------------- | -------------------------------- |
| 2012 | Marsi der Zigeuner             | Marsimoto                       | Co-Komponist                     |
| 2010 | Marteria Girl                  | Marteria                        | Co-Komponist                     |
| 2013 | Maskerade                      | Sido feat. Genetikk & Marsimoto | Co-Komponist                     |
| 2014 | Mein Kleid                     | Miss Platnum                    | Co-Komponist                     |
| 2012 | Mein Kumpel Spalding           | Marsimoto                       | Co-Komponist                     |
| 2014 | Mein Rostock                   | Marteria                        | Co-Komponist                     |
| 2006 | Mein Scout                     | Marsimoto                       | Co-Komponist, Executive Producer |
| 2015 | Meisterwerk                    | Marsimoto                       | Co-Komponist, Co-Produzent       |
| 2011 | Mir ist kalt                   | Marsimoto                       | Co-Produzent                     |
| 2011 | Morgens Aronal & Abends Airmax | Marsimoto feat. Harris          | Co-Produzent                     |
| 2009 | My Dad Is Hip-Hop              | Marsimoto                       | Co-Produzent                     |

## N
| Jahr | Titel                           | Interpret       | Funktion     |
| ---- | ------------------------------- | --------------- | ------------ |
| 2007 | New Kids on the Block (Part II) | Various Artists | Co-Komponist |

## O
| Jahr | Titel         | Interpret       | Funktion                         |
| ---- | ------------- | --------------- | -------------------------------- |
| 2012 | Oberhausen    | Die Toten Hosen | Co-Komponist                     |
| 2006 | OC Beatz      | Marsimoto       | Co-Komponist, Executive Producer |
| 2014 | OMG!          | Marteria        | Co-Komponist                     |
| 2006 | One Love Song | Marsimoto       | Co-Komponist, Executive Producer |

## P
| Jahr | Titel             | Interpret                    | Funktion     |
| ---- | ----------------- | ---------------------------- | ------------ |
| 2014 | Perfekte Illusion | Miss Platnum                 | Co-Komponist |
| 2007 | Phantom der Opfer | Maeckes & Plan B & Marsimoto | Co-Komponist |
| 2014 | Pionier           | Marteria                     | Co-Komponist |
| 2012 | Playmobil         | RAF 3.0 feat. Marteria       | Co-Komponist |

## R
| Jahr | Titel               | Interpret                    | Funktion                         |
| ---- | ------------------- | ---------------------------- | -------------------------------- |
| 2013 | Raketen             | Yasha                        | Co-Komponist                     |
| 2006 | Randale und Liebe   | Marsimoto                    | Co-Komponist, Executive Producer |
| 2007 | Rapper des Monats   | Marteria feat. Marsimoto     | Co-Komponist                     |
| 2015 | Ring der Nebelungen | Marsimoto                    | Co-Komponist, Co-Produzent       |
| 2011 | Roboter             | Lexy & K-Paul feat. Marteria | Co-Komponist                     |

## S
| Jahr | Titel                                  | Interpret                | Funktion                         |
| ---- | -------------------------------------- | ------------------------ | -------------------------------- |
| 2012 | Seeeds Haus                            | Seeed                    | Co-Komponist                     |
| 2010 | Seit dem Tag als Michael Jackson starb | Marteria                 | Co-Komponist                     |
| 2010 | Sekundenschlaf                         | Marteria feat. Peter Fox | Co-Komponist                     |
| 2006 | Showbizz                               | Marsimoto                | Co-Komponist, Executive Producer |
| 2013 | Silvester                              | Yasha                    | Co-Komponist                     |
| 2006 | Smokingz                               | Marsimoto feat. Gabreal  | Co-Komponist, Executive Producer |
| 2011 | So perfekt                             | Casper                   | Co-Komponist                     |
| 2006 | Soundcheck                             | Marsimoto                | Co-Komponist, Executive Producer |
| 2006 | Spiel mir das Lied vom Dope            | Marsimoto                | Co-Komponist, Executive Producer |
| 2013 | Strand                                 | Yasha                    | Co-Komponist                     |
| 2018 | Supernova                              | Casper                   | Co-Komponist                     |

## T
| Jahr | Titel                            | Interpret              | Funktion                   |
| ---- | -------------------------------- | ---------------------- | -------------------------- |
| 2013 | Telefon                          | Yasha                  | Co-Komponist               |
| 2011 | Tennis II Society                | Marsimoto              | Co-Produzent               |
| 2015 | Tijuana Flow                     | Marsimoto              | Co-Komponist, Co-Produzent |
| 2015 | Trippin                          | Marsimoto              | Co-Komponist, Co-Produzent |
| 2012 | Triptheorie / Meine Rhymes & ich | MoTrip feat. Marsimoto | Co-Komponist               |

## U
| Jahr | Titel      | Interpret                    | Funktion                         |
| ---- | ---------- | ---------------------------- | -------------------------------- |
| 2013 | U.S.A.     | Lexy & K-Paul feat. Marteria | Co-Komponist                     |
| 2006 | Underdogz  | Marsimoto feat. Underdog Cru | Co-Komponist, Executive Producer |
| 2015 | Usain Bolt | Marsimoto                    | Co-Komponist, Co-Produzent       |

## V
| Jahr | Titel                       | Interpret                   | Funktion     |
| ---- | --------------------------- | --------------------------- | ------------ |
| 2010 | Veronal (Eine Tablette nur) | Marteria feat. Miss Platnum | Co-Komponist |
| 2010 | Verstrahlt                  | Marteria feat. Yasha        | Co-Komponist |
| 2012 | Vogelfrei                   | Die Toten Hosen             | Co-Komponist |

## W
| Jahr | Titel                     | Interpret                                                   | Funktion                         |
| ---- | ------------------------- | ----------------------------------------------------------- | -------------------------------- |
| 2008 | Was ihr redet             | German Kingz Allstars (Ercandize, Vega, Marteria, Separate) | Co-Komponist                     |
| 2006 | Weedness da Fitness       | Marsimoto                                                   | Co-Komponist, Executive Producer |
| 2006 | Weedstreet                | Marsimoto                                                   | Co-Komponist, Executive Producer |
| 2012 | Wellness                  | Marsimoto                                                   | Co-Komponist                     |
| 2014 | Welt der Wunder           | Marteria                                                    | Co-Komponist                     |
| 2010 | Wie mach ich dir das klar | Marteria feat. Jan Delay                                    | Co-Komponist                     |
| 2012 | Wo ist der Beat           | Marsimoto                                                   | Co-Komponist                     |
| 2013 | Wunderland                | Yasha feat. Marteria                                        | Co-Komponist                     |

## Z
| Jahr | Titel              | Interpret                  | Funktion                   |
| ---- | ------------------ | -------------------------- | -------------------------- |
| 2015 | Zecken raus        | Marsimoto                  | Co-Komponist, Co-Produzent |
| 2009 | Zum König geboren  | Marteria feat. Son of Dave | Co-Komponist               |
| 2012 | Zwei Drittel Liebe | Die Toten Hosen            | Co-Komponist               |